# Józef Wysocki (Bischof)

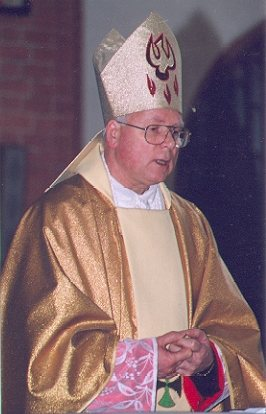
Weihbischof Józef Wysocki

Józef Wysocki (* 17. Oktober 1940 in Jartypory, Polen) ist ein römisch-katholischer Geistlicher und emeritierter Weihbischof in Elbląg.

## Leben
Von 1959 bis 1965 studierte Józef Wysocki Katholische Theologie und Philosophie am Priesterseminar Hosianum in Olsztyn. Er empfing am 13. Juni 1965 durch den Apostolischen Administrator von Ermland, Tomasz Wilczyński, das Sakrament der Priesterweihe. 
Von 1965 bis 1970 war Wysocki Vikar in Bartoszyce. 1970 wurde er Vikar in Olsztyn. Józef Wysocki war von 1975 bis 1978 Vikar in Giżycko und von 1978 bis 1980 in Olsztyn. Zudem absolvierte Józef Wysocki von 1976 bis 1980 ein weiterführendes Studium an der Katholisch-Theologischen Akademie in Warschau. 1981 wurde er Pfarrer in Bartoszyce und in Ełk. 1986 wurde Wysocki an der Katholisch-Theologischen Akademie in Warschau zum Doktor der Theologie promoviert. Von 1983 bis 1989 war er Dechant des Dekanates Ełk.
Am 6. April 1989 ernannte ihn Papst Johannes Paul II. zum Titularbischof von Praecausa und bestellte ihn zum Weihbischof in Ermland. Der Erzbischof von Warschau, Józef Kardinal Glemp, spendete ihm am 29. April desselben Jahres in der Kathedrale Mariä Himmelfahrt und St. Andreas in Frombork die Bischofsweihe; Mitkonsekratoren waren der Bischof von Ermland, Edmund Piszcz, und der Bischof von Stettin-Cammin, Kazimierz Majdański. Von 1989 bis 1992 war Józef Wysocki Generalvikar des Bistums Ermland.
Am 25. März 1992 ernannte ihn Johannes Paul II. zum Weihbischof in Elbląg. Wysocki wurde zudem Generalvikar des Bistums Elbląg und Dompropst. Von 1992 bis 1999 war er zudem Vorsitzender der 2. Diözesansynode des Bistums Elbląg.
Papst Franziskus nahm am 31. Oktober 2015 seinen altersbedingten Rücktritt an.